# 대한불교불입종
대한불교 불입종(大韓佛敎佛入宗)은 1965년 10월 31일 서울 동대문구 숭인동 178의 8 소재 묘각사(妙覺寺)에서 이홍선(李泓宣) 스님이 창종하였으며 법화사상계(法華思想系)에 속한 한국불교의 한 종파이다.
석가여래를 본존불로, 대각국사를 종조로, 《묘법연화경》을 소의경전으로 삼는다. 종지(宗旨)는 고타마 붓다의 본회인 교지를 받들어 "불지지견개시오입(佛之知見開示吾入)"의 교리를 정혜겸수로서 체득하여 국민생활 원리로 삼고 있다.
1970년 6월 석굴암 및 28척 대불입상을 조성하고, 1972년 4월 종헌종법을 새로이 개정, 1972년 10월 포교원에서 본종으로 명칭을 변경하였다.
기구조직은 종정 아래 교정원과 호법원 · 감찰원이 있고, 그 아래 각 4부가 있으며, 신도조직으로 전국중앙교도회와 말사 단위의 동(洞)조직 및 군 · 면의 세부조직을 펴고 있다.
승속의 일치를 꾀하며 수행방법으로 산스크리트어 진언, "나모살달마푼다리카수드라"를 염송한다.
종전으로 《성전요품(聖典要品)》을 간행하여 교도의 자질을 높이며, 포교문화사업으로 기관지 《범성(梵聲)》을 1973년 1월부터 월간으로 내고 있다. 연 2회 교역자 정기수련이 있으며, 매월 3회의 일반법회를 갖는다. 《법화경》의 근본교리대로 모든 체제 · 의식을 갖춘 본종의 특기할 행사로는 10월의 신곡제(新穀祭)가 있다.